# جبهه دموکراتیک ملی ایران
جبهه دموکراتیک ملی ایران یکی از احزاب سیاسی ملی‌گرا و چپ‌گرای ایرانی است که به‌ابتکار جمعی از روشنفکران، نویسندگان و فعالان سیاسی مانند هدایت‌الله متین دفتری، شکرالله پاک‌نژاد، غلامحسین ساعدی، منوچهر هزارخانی، ناصر پاکدامن در ۱۴ اسفند سال ۱۳۵۷ تشکیل شد.

## تشکیل جبهه
به گفته‌ی متین دفتری و پاک‌نژاد و دیگر اعضای جبهه،‌ جبهه‌ی دموکراتیک ملی یک ائتلاف سیاسی از عناصر سوسیالیستی و ملی‌گرا بود که نگرانی‌های مشترکی درباره‌ی نیات و انگیزه‌های حکومت جمهوری اسلامی داشتند. این تلاش‌ها به بنیان‌گذاری جبهه‌ی دموکراتیک ملی در اسفند ۱۳۵۷ انجامید. پس از پیروزی انقلاب بهمن ۵۷، جبهه‌ی دموکراتیک ملی رویکرد انتقادی‌تری در مقایسه با دیگر گروه‌های سیاسی نسبت به حکومت جمهوری اسلامی در پیش گرفت. جبهه در همه‌پرسی ۱۲ فروردین شرکت نکرد و در مرداد ۱۳۵۸ به‌طور علنی به سانسور مطبوعات و تعطیلی روزنامه‌ی «آیندگان» اعتراض کرد. این اقدام‌ها منجر به سرکوب جبهه و مخفی شدن بسیاری از اعضای آن شد. در پی این موج سرکوب، شکرالله پاک‌نژاد، یکی از رهبران جبهه، در آذر ۱۳۶۰ در اوج قتل‌عام سال ۱۳۶۰ توسط جمهوری اسلامی اعدام شد. در دهه‌ی شصت بسیاری از اعضای این جبهه از ایران خارج شدند.

## موضع در برابر جمهوری اسلامی
پس از انقلاب بهمن ۱۳۵۷، نخستین کنش‌گری جبهه‌ی دموکراتیک ملی با طرح پیشنهادی این نهاد برای برگزاری همه‌پرسیِ جهت تعیین نوع حکومت‌ آغاز شد. بنا به تحلیل نصیری و فغوری آذر، اعضای جبهه باور داشتند که جامعه‌ی پساانقلابیِ ایران نباید در نخستین تجربه‌ی تصمیم‌گیری جمعی و سرنوشت‌ساز، در برابر گزینه‌ای تحمیلی که محتوای آن از پیش مشخص نبود قرار می‌گرفت. به همین منظور، جبهه برای طرح همه‌پرسی یک فرایند دومرحله‌ای را پیشنهاد داد.  بر اساس این طرح، برای شکل‌گیری نظام سیاسی-حقوقی نوین، لازم بود که ابتدا نظام دیکتاتوری سلطنتی را به همه‌پرسی گذاشت و آن را با در نظر گرفتن اراده‌ی جمعی به‌طور رسمی و قانونی نفی کرد. سپس و در مرحله‌ی دوم، باید گزینه‌های مطلوب که در سطح جامعه و از سوی گروه‌های سیاسی مطرح شده‌ بودند را به رأی گذاشت تا مردم بتوانند به‌معنای حقیقی فرصت گزینش‌گری آزاد پیدا کنند و حکومت مورد نظر خود را در یک فرایند شفاف انتخاب کنند. به همین علت بود که جبهه با سازوکار همه‌پرسی دوازده فروردین به شدت مخالفت و در نهایت‌ از مشارکت در این فرایند خودداری کرد. بنا به تحلیل ففغوری آذر و نصیری، این موضع‌گیری علنی، فشارها و تهدیدها را از سوی حاکمیت بر جبهه دوچندان کرد. البته، این فشارها نتوانست فعالان جبهه را از مسیر خود منحرف کند و به سکوت وادارد. در سرفصل‌ سرنوشت‌سازِ پایه‌ریزیِ قانون اساسی، جبهه تأکید داشت که نگارش قانون‌ اساسی بدون برگزاری انتخابات آزاد برای تشکیل مجلس مؤسسان، مشارکت‌دهی نمایندگان واقعی مردم و بازتاب حقوق زنان و مطالبات ملیت‌ها، پوچ و بی‌معناست. پیش از تدوین قانون اساسی از سوی مجلس خبرگان، شکرالله پاک‌نژاد، یکی از رهبران جبهه، این سند را به‌ دلیل گنجاندن اصل ولایت فقیه و هیچ‌انگاشتن حقوق زنان و ملیت‌ها ، «دست‌پخت» انحصارطلبانِ واپسگرا و «لکه‌ی ننگی بر دامان انقلاب» دانست که با «بزرگ‌ترین دهن‌کجی» مهمترین ضربه را «بر پیکر دموکراسی و وحدت ملی» زده است.

## پیوستن به شورای ملی مقاومت ایران
پس از درگیری‌های سال ۱۳۶۰و گسترش موج سرکوب مخالفان سیاسی، جبهه‌ی دموکراتیک ملی به شورای ملی مقاومت ایران پیوست. جبهه برخلاف برخی از احزاب و شخصیت‌های عضو شورا که پس از انتقال مجاهدین به عراق و همکاری با صدام حسین در جنگ با ایران از این شورا جدا شدند، همچنان به عضویت و همکاری در این شورا و پذیرش ریاست جمهوری مریم رجوی و حضور در کابینه تبعیدی وی ادامه داد. پس از روی کار آمدن دولت اصلاح طلب محمد خاتمی، جبهه دموکراتیک ملی ایران در سال ۱۳۷۷ از عضویت در این شورا کناره‌گیری کرد .

## موضع جریان‌های دیگر نسبت به جبهۀ دموکراتیک ملی ایران
- کریم سنجابی رهبر وقت جبهۀ ملی راه‌اندازی این جریان را یکی از عوامل تضعیف جبهه ملی ایران دانسته‌است.[۷] در پاسخ هدایت لله متین دفتری اظهار داشته که این تسلیم شدن سنجابی در برابر خمینی بوده که به متلاشی شدن جبهه ملی انجامیده‌است.

- علی‌اکبر معین‌فر در مصاحبه‌ای با ابراهیم نبوی اظهار داشته که روح‌الله خمینی بر روی متین‌دفتری حساسیت داشته و زمانی که وی در گردهمایی بزرگی بر سر مزار مصدق در احمدآباد در ۱۴ اسفند ۱۳۵۷ سخنرانی کرده و تأسیس جبهۀ دموکراتیک ملی ایران را اعلام کرده‌است وی ناراحت شده و موضع منفی داشته‌است.[۸]